# Jindřich III. Wettinský
Jindřich III. Wettinský  (německy Heinrich III. von Wettin, 1205– 25. března 1217) byl hrabě z Wettinu.
Narodil se jako jediný syn a dědic wettinského hraběte Oldřicha I. a jeho druhé choti Hedviky, dcery saského vévody Bernarda III. Jako roční batole osiřel a jako jeho poručníci se postupně vystřídali Dětřich Grojčský a Dětřich Míšeňský. Samostatné vlády se Jindřich nedožil, zemřel jako dvanáctiletý a hrabství připadlo Fridrichovi z Brehny.